# 周岱 (嘉靖庚戌進士)
周岱（1519年—？），字伯宗，號一石，直隸揚州府泰興縣人，竈籍，明朝政治人物。

## 生平
嘉靖十九年（1540年）庚子科應天府鄉試第八十七名舉人。嘉靖二十九年（1550年）中式庚戌科會試第一百三十一名，登第三甲第一百五十三名進士。授永嘉县知县，三十四年离任時，尽取罗浮石（制砚石）镶嵌什器等物，满载而归。官至刑部主事。

## 家族
曾祖周廷璋；祖父周義；父周舜，母于氏。具庆下。